# N (família de foguetes)

N-I

N-II

A série N é uma família de foguetes japoneses que prestou serviço a partir de 1970. Foi desenvolvido pela National Space Development Agency (NASDA). A série era composta pelos foguetes N-I e N-II.